# Helena Carter
Pour les articles homonymes, voir Carter.
Ne doit pas être confondu avec Helena Bonham Carter.
Helena Carter, née Helen Rickerts le 24 août 1923 dans la ville de New York dans l'état de New York et morte le 11 janvier 2000 à Culver City en Californie, est une actrice et mannequin américaine. Active comme actrice de 1947 à 1953, elle a pris part à treize films au cours de sa courte carrière, jouant avec de nombreux acteurs et actrices vedettes de l'époque comme George Raft, James Cagney, Randolph Scott, Deanna Durbin, Yvonne De Carlo, Rhonda Fleming ou Sterling Hayden.

## Biographie
Elle naît à New York en 1923. Elle sort diplômée du Hunter College et suit des études supérieures à l'Université Columbia pour devenir enseignante. Pendant cette période, elle travaille comme mannequin et modèle photo pour l'agence d'Harry Conover.
En 1946, le producteur Leonard Goldstein lui offre un contrat avec le studio Universal Pictures. Elle débute au cinéma en 1947 dans le drame Désirs de Bonheur (Time Out of Mind) de Robert Siodmak aux côtés d'Ella Raines, Eddie Albert, Robert Hutton et de l'actrice britannique Phyllis Calvert. Elle joue ensuite dans la comédie musicale Chansons dans le vent (Something in the Wind) d'Irving Pichel avec pour partenaires Deanna Durbin, Donald O'Connor et John Dall. Pour son troisième film, elle obtient l'un des rôles principaux du film noir Intrigue d'Edwin L. Marin. Elle y joue le rôle d'une modeste travailleuse sociale qui se lie d'amitié avec George Raft et subit la jalousie de June Havoc.
En 1948, elle donne la réplique à Yvonne De Carlo, Dan Duryea et Rod Cameron dans le film d'aventure Le Barrage de Burlington (River Lady) de George Sherman et pose en novembre en couverture du magazine Life. L'année suivante, elle partage l'affiche du drame historique Aventure en Irlande (The Fighting O'Flynn) d'Arthur Pierson avec Douglas Fairbanks Jr., Richard Greene et Patricia Medina. Dans le film noir Le Fauve en liberté (Kiss Tomorrow Goodbye) de Gordon Douglas, elle interprète le personnage d'une jeune et riche héritière qui tombe amoureuse d'un gangster psychopathe incarné par James Cagney.
Elle prend ensuite part au drame Le Bistrot du péché (South Sea Sinner) de H. Bruce Humberstone, remake de La Maison des sept péchés (Seven Sinners) de Tay Garnett. Elle participe en 1951 à la comédie Double Crossbones de Charles Barton et joue dans deux westerns, La Furie du Texas (Fort Worth) d'Edwin L. Marin et Les clairons sonnent la charge (Bugles in the Afternoon) de Roy Rowland. En 1952, elle apparaît dans deux films de Sidney Salkow. Elle joue d'abord dans le film d'aventure Le Faucon d'or (The Golden Hawk) qui est une adaptation du roman homonyme de l'écrivain Frank Yerby. Elle partage ensuite avec George Montgomery l'affiche du western Le Trappeur des grands lacs (The Pathfinder) qui est adapté du livre du même nom écrit par le romancier James Fenimore Cooper.
Elle termine sa carrière en 1953 avec l'un des rôles principaux du film de science-fiction Les Envahisseurs de la planète rouge (Invaders from Mars) de William Cameron Menzies dont elle partage l'affiche avec Arthur Franz, Leif Erickson et le jeune Jimmy Hunt.
Elle se marie une seconde fois la même année et décide de se consacrer à sa vie de famille. Elle décède en 2000 à Culver City en Californie à l'âge de 76 ans.

## Filmographie

### Cinéma
- 1947 : Désirs de Bonheur (Time Out of Mind) de Robert Siodmak : Dora Drake
- 1947 : Chansons dans le vent (Something in the Wind) d'Irving Pichel : Clarissa Prentice
- 1947 : Intrigue d'Edwin L. Marin : Linda Parker
- 1948 : Le Barrage de Burlington (River Lady) de George Sherman : Stephanie Morrison
- 1949 : Aventure en Irlande (The Fighting O'Flynn) d'Arthur Pierson : Lady Benedetta
- 1950 : Le Fauve en liberté (Kiss Tomorrow Goodbye) de Gordon Douglas : Margaret Dobson
- 1950 : Le Bistrot du péché (South Sea Sinner) de H. Bruce Humberstone : Margaret Landis
- 1951 : Double Crossbones de Charles Barton : Lady Sylvia Copeland
- 1951 : La Furie du Texas (Fort Worth) d'Edwin L. Marin : Amy Brooks
- 1952 : Les clairons sonnent la charge (Bugles in the Afternoon) de Roy Rowland : Josephine Russell
- 1952 : Le Faucon d'or (The Golden Hawk) de Sidney Salkow : Blanca de Valdiva
- 1952 : Le Trappeur des grands lacs (The Pathfinder) de Sidney Salkow : Welcome Alison
- 1953 : Les Envahisseurs de la planète rouge (Invaders from Mars) de William Cameron Menzies : Dr. Pat Blake

## Sources
- (en) Everett Aaker, George Raft : The Films, Jefferson, McFarland, 2012, 210 p. (ISBN 978-0-7864-6646-7, lire en ligne), p. 129.
- (en) Adrian Room, Dictionary of Pseudonyms : 13,000 Assumed Names and Their Origins, 5th Revised edition, Jefferson, McFarland, 2010, 536 p. (ISBN 978-0-7864-4373-4), p. 96.
- (en) Harris M. Lentz, Obituaries in the Performing Arts, 2000 : Film, Television, Radio, Theatre, Dance, Music, Cartoons and Pop Culture, Jefferson, McFarland, 2001, 256 p. (ISBN 978-0-7864-1024-8), p. 40-41.